# Francis Richards
Francis Richards (nacido en 1945) fue gobernador de Gibraltar desde el 27 de mayo de 2003 hasta el 17 de julio de 2006. Está casado y tiene dos hijos.

## Biografía
Antes de ocupar este cargo, fue el director de la Government Communications Headquaters (Agencia de Comunicaciones Gubernamentales) en Cheltenham desde 1998, hasta que su sucesor, David Pepper, ocupó el puesto en abril de 2003.
Su padre, Brooks Richards, sirvió en Gibraltar como agente del Special Operations Executive durante la II Guerra Mundial.
Educado en el Eton y el King's College, en Cambridge, se alistó en las Royal Green Jackets (o 'Reales Chaquetas Verdes'), que servían junto con las Fuerzas de las Naciones Unidas en Chipre.
Después de que su carrera en el ejército acabara en poco tiempo por lesiones, ingresó en el Servicio Diplomático del Reino Unido, sirviendo en Moscú, Viena, Nueva Delhi y Namibia y ocupando diversos altos cargos en la Oficina de Asuntos Exteriores de la Commonwealth. 
Abandonó su cargo en Gibraltar, el 17 de julio de 2006, siendo ocupado en funciones por Philip Barton, hasta que el 27 de septiembre de 2006 fue relevado como gobernador de Gibraltar por Robert Fulton.
Es caballero comendador de la Orden de San Miguel y San Jorge y comendador de la Real Orden Victoriana.